# 丰山 (南阳)
丰山是河南省南阳市市区范围内九架孤山之一，位于卧龙区蒲山镇境内。地处北纬33°06'，东经112°577' ，海拔225米，跨越面积0.6平方公里，西与蒲山相峙。丰山因被采石者严重开采而即将消失。

## 丰山霜钟
1980年，丰山发现一巨大溶洞，长约70米，宽数百米，风吹溶洞发出声音，这便是古代相传“丰山霜钟”、“霜钟自鸣”的来历。“霜钟”即指钟声，先秦古籍《山海经》中说：丰山“有九种焉，是知霜鸣”。郭璞注：“霜降则钟鸣，故言知也”。《南阳县志》曾将丰山列为南阳名景。

## 文学
|                            | 十日登高发兴新，丰山孤秀出尘氛。 村墟带晚鸦噪合，林壑得霜烟景分。 芳臭百年随变灭，短长千古只纷纭。 诗成一叹无人会。白水悠悠入暮云。 |
| ——《十日登丰山》—金·元好问 | |

|                        | 上映亭亭岩上千岁人孤松， 下方磊磊丰山百世之霜钟。 |
| ——《古交行》—宋·刘学箕 |                                                   |

## 参看
- 独山